# 4437 Ярошенко
4437 Ярошенко (4437 Yaroshenko) — астероїд головного поясу, відкритий 10 квітня 1983 року.
Тіссеранів параметр щодо Юпітера — 3,502.